# Сейриг, Дельфин
Дельфи́н Клер Бельриан Сейри́г (фр. Delphine Claire Belriane Seyrig, 10 апреля 1932[…], Бейрут, Французский мандат в Сирии и Ливане — 15 октября 1990[…], X округ Парижа, Париж, Франция) — французская актриса.

## Биография
Родилась в Ливане, где её отец, французский археолог Анри Сейриг, проводил археологические раскопки. По матери прапраправнучка де Соссюра. Училась актёрскому мастерству в Париже и Нью-Йорке.
В 1960 г. сыграла главную роль в одном из эпохальных фильмов в истории кинематографа — «В прошлом году в Мариенбаде». Через три года снялась ещё в одном фильме Алена Рене — «Мюриэль, или время возвращения», за который получила награду Венецианского кинофестиваля — Кубок Вольпи за лучшую женскую роль. Как театральная актриса играла в пьесах Тургенева, Чехова, Пиранделло, Пинтера, Стоппарда, Уайльда, Шекспира. Спектакли с её участием ставили Андре Барсак, Клод Режи, Хорхе Лавелли, Альфредо Ариас и др. В кино работала со многими выдающимися режиссёрами: Аленом Рене, Луисом Бунюэлем, Франсуа Трюффо, Мишелем Суттером, Гарри Кюмелем, Джозефом Лоузи, Шанталь Акерман и др. Играла во французских, американских и немецких картинах, поскольку свободно владела всеми тремя языками.
Умерла в парижской больнице от рака яичников (хотя другие источники упоминают о смерти от рака лёгких) и похоронена на кладбище Монпарнас. Как было отмечено в одном из некрологов, «поразительная, почти нереальная аристократически-рафинированная красота сочеталась в ней с абсолютной замкнутостью создаваемых ею экранных образов».
В 1977 году Сейриг сняла документальную ленту «Будь красива и молчи» — своеобразный манифест феминизма в киноискусстве.

## Избранные роли в кино
| Год  |   | Русское название                                      | Оригинальное название                                | Роль                               |
| ---- | - | ----------------------------------------------------- | ---------------------------------------------------- | ---------------------------------- |
| 1961 | ф | В прошлом году в Мариенбаде                           | L'Année dernière à Marienbad                         | A                                  |
| 1963 | ф | Мюриэль, или время возвращения                        | Muriel, ou le temps d'un retour                      | Элен                               |
| 1963 | ф | Несчастный случай                                     | Accident                                             | Франческа                          |
| 1967 | ф | Гедда Габлер                                          | Hedda Gabler                                         | Гедда Габлер                       |
| 1967 | ф | Музыка                                                | La Musica                                            | Она                                |
| 1968 | ф | Пена дней                                             | L'écume des jours                                    | рассказчица                        |
| 1968 | ф | Украденные поцелуи                                    | Baisers volés                                        | Фабьен Табар                       |
| 1969 | ф | Млечный путь                                          | La Voie lactée                                       | проститутка                        |
| 1970 | ф | Лилия долины                                          | Le Lys dans la vallée                                | графиня Бланш (Анриетта) де Морсоф |
| 1971 | ф | Дочери тьмы                                           | Daughters of Darkness                                | Графиня Батори                     |
| 1972 | ф | Скромное обаяние буржуазии                            | Le Charme discret de la bourgeoisie                  | Симона Тевено                      |
| 1972 | ф | Кукольный дом                                         | Maison de poupée (A Doll’s House)                    | фру Линне                          |
| 1973 | ф | День шакала                                           | The Day of the Jackal                                | Колетт                             |
| 1974 | ф | Чёрная ветряная мельница                              | The Black Windmill                                   | Сил Берроуз                        |
| 1974 | ф | Скажи это цветами                                     | Dites-le avec des fleurs (Diselo con flores)         | Франсуаза Берже, мать              |
| 1975 | ф | Песнь Индии                                           | India Song                                           | Анна-Мария Стреттер                |
| 1975 | ф | Жанна Дильман, набережная Коммерции 23, Брюссель 1080 | Jeanne Dielman, 23, quai du commerce, 1080 Bruxelles | Жанна Дильман                      |
| 1976 | ф | Дорогой Микеле                                        | Caro Michele                                         | Адриана Вивант                     |
| 1977 | ф | Бакстер, Вера Бакстер                                 | Baxter, Vera Baxter                                  | незнакомка                         |

## Роли в театре
- 1963 — Наталья Петровна — «Месяц в деревне», по пьесе И. С. Тургенева, реж. Андре Барсак, — Театр «Ателье» / Théâtre de l’Atelier